# Spread effects
Spread effects (spreidingseffecten) is het profiteren van de periferie van economische ontwikkeling in het centrum. Het is een positief effect van cumulatieve causatie, en staat tegenover backwash effects.
Het kan bijvoorbeeld gebeuren dat bedrijven zich, naarmate het centrum zich verder ontwikkelt, steeds meer in perifere gebieden gaan vestigen omdat de grondprijzen daar lager zijn en er minder congestie is. Ook is het mogelijk dat de periferie direct profiteert van gestegen welvaart in het centrum omdat de overheid voor het hele land een nivellerende inkomenspolitiek voert.